# Кромвелл, Джеймс
Дже́ймс О́ливер Кро́мвелл (англ. James Oliver Cromwell; 27 января 1940, Лос-Анджелес, Калифорния, США) — американский актёр, кинопродюсер и кинорежиссёр

. Лауреат премии «Эмми» (2013), номинант на премию «Оскар» (1996).

## Биография
Джеймс Кромвелл родился в Лос-Анджелесе, штат Калифорния, США, и вырос на Манхэттане, Нью-Йорк, в семье актрисы Кэй Джонсон (1904—1975) и актёра, режиссёра и продюсера Джона Кромвелла (1887—1979) . Окончил частную школу The Hill School, колледж Миддлбери и университет Карнеги-Меллона в Питсбурге, где изучал машиностроение.

## Личная жизнь

### Браки и дети
В 1976—1986 годы Джеймс был женат на Энн Ульвестад. У бывших супругов есть трое детей: дочь Кейт Кромвелл (род. 1978) и два сына — Джон Кромвелл (род. 1980) и Колин Кромвелл (род. 1982).
В 1986—2006 годы Джеймс был женат на актрисе Джули Кобб.
С 1 января 2014 года Джеймс женат на актрисе Анне Стюарт.

### Активизм
Он часто высказывается по вопросам жестокого обращения с животными для PETA.

### Проблемы с законом
В феврале 2013 года Кромвелл был арестован за то, что он прервал заседание Совета регентов Университета Висконсина, показывая натуралистичную фотографию кошки, чтобы выразить протест против предполагаемого жестокого обращения с животными на территории кампуса. Инцидент, получивший широкое освещение в прессе, был урегулирован 25 марта 2013 года. В декабре 2015 года он был выгнан с мероприятия в Нью-Йорке, посвящённого получению награды энергетической компанией.
18 декабря 2015 года Кромвелл и ещё пять человек были арестованы за протест против строительства электростанции в Вавайанде, Нью-Йорк, недалеко от его дома в Уорике, штат Нью-Йорк. Кромвелл и его коллега-актёр из «Звездного пути» Джей Джи Герцлер были среди 19 человек, арестованных в Уоткинсе Глене, Нью-Йорк 6 июня 2016 года, за протест против подземного хранения газа в соляных пещерах возле озера Сенека.
6 июня 2017 года его удалили с собрания демократической партии (в котором принимал участие губернатор Нью-Йорка Эндрю Куомо и лидер меньшинства страны Нэнси Пелоси). Он и его товарищи-протестующие, называемые «Шестёрка Вавайандв», были осуждены за беспорядочное поведение и препятствование движению. Они были оштрафованы на 375 долларов США, а 29 июня 2017 года — приговорены к 16 часам общественных работ. После отказа оплатить штраф, он был приговорен к одной неделе в тюрьме.
В 2017 году он был арестован во время протеста PETA против обращения SeaWorld с косатками, на котором он говорил о страданиях и преждевременной смерти морских млекопитающих.

## Избранная фильмография
| Год       |     | Русское название                          | Оригинальное название                       | Роль                              |
| --------- | --- | ----------------------------------------- | ------------------------------------------- | --------------------------------- |
| 1975      | с   | Горящий Балтимор                          | Hot l Baltimore                             | Билл Льюис                        |
| 1976      | ф   | Ужин с убийством                          | Murder by Death                             | Марсель Кассетт                   |
| 1978      | ф   | Дешёвый детектив                          | The Cheap Detective                         | Шнелл                             |
| 1983      | ф   | Мозги набекрень                           | The Man with Two Brains                     | Риелтор                           |
| 1984      | ф   | Месть полудурков                          | Revenge of the Nerds                        | мистер Скольник                   |
| 1984      | ф   | Танк                                      | Tank                                        | помощник шерифа Эвклид Бейкер     |
| 1987      | ф   | Месть полудурков 2: Полудурки в раю       | Revenge of the Nerds 2: Nerds in Paradise   | мистер Скольник                   |
| 1990      | тф  | Мягкая посадка                            | Miracle Landing                             | Би Джей Кокер                     |
| 1992      | тф  | Месть полудурков 3: Следующее поколение   | Revenge of the Nerds 3: The Next Generation | мистер Скольник                   |
| 1993      | ф   | Ромео истекает кровью                     | Romeo Is Bleeding                           | Кейдж                             |
| 1994      | тф  | Месть полудурков 4: Влюблённые полудурки  | Revenge of the Nerds IV: Nerds in Love      | мистер Скольник                   |
| 1995      | ф   | Бэйб: Четвероногий малыш                  | Babe                                        | фермер Артур Хоггитт              |
| 1996      | ф   | Звёздный путь: Первый контакт             | Star Trek: First Contact                    | доктор Зефрам Кокрейн             |
| 1996      | ф   | Народ против Ларри Флинта                 | The People vs. Larry Flynt                  | Чарльз Китинг                     |
| 1996      | ф   | Стиратель                                 | Eraser                                      | Уильям Донахью                    |
| 1997      | ф   | Приключения маленького индейца            | The Education of Little Tree                | дедушка                           |
| 1997      | ф   | Секреты Лос-Анджелеса                     | L.A. Confidential                           | капитан Дадли Смит                |
| 1998      | ф   | Особь 2                                   | Species II                                  | сенатор Джадсон Росс              |
| 1998      | ф   | Старина Боб                               | Owd Bob                                     | Адам Макэдам                      |
| 1998      | ф   | Столкновение с бездной                    | Deep Impact                                 | Аллан Риттенхаус                  |
| 1998      | ф   | Бэйб: Поросёнок в городе                  | Babe: Pig in the City                       | фермер Артур Хоггитт              |
| 1998      | ф   | Заснеженные кедры                         | Snow Falling on Cedars                      | Судья Филдинг                     |
| 1999      | тф  | Проект 281                                | RKO 281                                     | Уильям Рэндольф Херст             |
| 1999      | ф   | Зелёная миля                              | The Green Mile                              | начальник тюрьмы Хол Мурс         |
| 1999      | ф   | Холостяк                                  | The Bachelor                                | священник                         |
| 1999      | ф   | Генеральская дочь                         | The General’s Daughter                      | генерал-лейтенант Джозеф Кэмпбелл |
| 2000      | ф   | Космические ковбои                        | Space Cowboys                               | Боб Гирсон                        |
| 2002      | ф   | Великолепные Эмберсоны                    | The Magnificent Ambersons                   | майор Эмберсон                    |
| 2002      | мф  | Спирит: Душа прерий                       | Spirit: Stallion of the Cimarron            | полковник                         |
| 2002      | ф   | Цена страха                               | The Sum of All Fears                        | президент Роберт Фаулер           |
| 2003      | мтф | Ангелы в Америке                          | Angels in America                           | Генри                             |
| 2003—2005 | с   | Клиент всегда мёртв                       | Six Feet Under                              | Джордж Сибли                      |
| 2003      | ф   | Чёрный мяч                                | Blackball                                   | Рэй                               |
| 2003      | ф   | Идущий по снегу                           | Snow Walker                                 | Шепард                            |
| 2004      | ф   | Участь Салема                             | Salem’s Lot                                 | отец Дональд Каллаган             |
| 2004      | ф   | Я, робот                                  | I, Robot                                    | доктор Альфред Лэннинг            |
| 2005      | ф   | Всё или ничего                            | The Longest Yard                            | начальник тюрьмы Хейзен           |
| 2006      | ф   | Королева                                  | The Queen                                   | принц Филипп                      |
| 2006      | тф  | Мститель                                  | Avenger                                     | Пол Деверо                        |
| 2007      | мтф | Папа Иоанн Павел II                       | Pope John Paul II                           | Адам Стефан Сапега                |
| 2007      | ф   | Джейн Остин                               | Becoming Jane                               | преподобный Остин                 |
| 2007      | с   | 24 часа                                   | 24 hours                                    | Филипп Бауэр                      |
| 2007      | ф   | Человек-паук 3: Враг в отражении          | Spider Man 3                                | Капитан Джордж Стейси             |
| 2008      | в   | Иллюзия допроса                           | Tortured                                    | Джек Коул                         |
| 2008      | ф   | Одинокое место для смерти                 | A Lonely Place for Dying                    | Говард Симонс                     |
| 2008      | ф   | Буш-младший                               | W.                                          | Джордж Герберт Уокер Буш          |
| 2009      | ф   | Суррогаты                                 | The Surrogates                              | доктор Кэнтер (старик)            |
| 2011      | ф   | Артист                                    | The Artist                                  | Клифтон                           |
| 2012      | ф   | Солдаты удачи                             | Soldiers of Fortune                         | Хоссман                           |
| 2012—2013 | с   | Американская история ужасов: Психбольница | American Horror Story: Asylum               | доктор Артур Арден                |
| 2012      | с   | Подпольная империя                        | Boardwalk Empire                            | Эндрю Меллон                      |
| 2013      | ф   | Новая попытка Кейт Макколл                | The Trials of Cate McCall                   | судья Самптер                     |
| 2013—2014 | с   | Измена                                    | Betrayal                                    | Терренс Карстен                   |
| 2014      | мф  | Город героев                              | Big Hero 6                                  | профессор Роберт Каллаган         |
| 2016      | с   | Молодой Папа                              | The Young Pope                              | кардинал Майкл Спенсер            |
| 2016      | ф   | Обещание                                  | The Promise                                 | Генри Моргенто                    |
| 2017      | ф   | Маршалл                                   | Marshall                                    | Карл Фостер                       |
| 2018      | ф   | Мир юрского периода 2                     | Jurassic World: Fallen Kingdom              | Бенжамин Локвуд                   |
| 2018—2019 | с   | Берлинская резидентура                    | Berlin Station                              | Гилберт Дорн                      |
| 2024      | ф   | Ребел-Ридж                                | Rebel Ridge                                 | судья                             |